# باربارا پتزولد
باربارا پتزولد (انگلیسی: Barbara Petzold؛ زادهٔ ۸ اوت ۱۹۵۵) سیاستمدار و اسکی‌باز صحرانوردی اهل آلمان است.